# 100 mots à sauver
100 mots à sauver est un essai se présentant sous la forme d'un dictionnaire du journaliste et écrivain français Bernard Pivot paru le 3 mars 2004 aux éditions Albin Michel.

## Publication
Cet essai est publié en mars 2004 par les éditions Albin Michel. L'ouvrage présente en première de couverture un dessin représentant l'auteur Bernard Pivot chevauchant une cocotte en papier et utilisant un stylo plume comme d'une lance à l'instar d'un duel durant une joute équestre et en quatrième de couverture les premières phrases de l'introduction écrit par l'auteur.

## Contenu
Le livre se présente sous la forme d'un dictionnaire comprenant une liste d'une centaine de mots « menacés de disparition » selon l'auteur qui précise : 
« [...] Des mots, eux aussi, pour d’autres raisons que la chasse, la pollution et l’argent, meurent. Pétrifiés dans des dictionnaires obsolètes ou humoristiques, recensés par des lexicologues historiens, ils ne subsistent que dans les œuvres littéraires où, intrigué mais paresseux, le lecteur les saute ou les ignore trop souvent. »
La liste des mots, présentés (et défendus) par l'ouvrage, est la suivante :

« Argousin, atour, babillard, badauderie, bailler, bancroche, barguigner, bath, béjaune, billevesée, brimborion, brocard, brune, cagoterie, capon, carabistouille, caraco, cautèle, chemineau, clampin, coquecigrue, débagouler, déduit, derechef, diantre !, s'ébaudir, s'esbigner, étalier, faix, faquin, fesse-mathieu, fi !, fla-fla, flambard, flandrin, fortifs, gandin, génitoires, goguenardise, gommeux, goualante, gourgandine, gourme, grimaux, geux - geuse - geuserie, hommasse, huis, icelui - icelle, jean-foutre, jocrisse, jouvenceau, lupanar, macache, mafflu, manant, mâtin, matutinal, melliflu, mirliflore, momerie, moult, nasarde, nénette, nitescence, s'opiniâtrer, patache, pauvresse - pauvret, peccamineux, pékin, pendard, péronnelle, pétuner, potiner, potron-minet, priapée, purotin, à quia, radeuse, rastaquouère, ribote, robin, rufian, saperlipopette !, sapience, scrogneugneu, seoir, septentrion, subséquemment, suivez-moi-jeune-homme, tire-laine, toquer, torche-cul, tranche-montagne, trotte-menu, turlutaine, valétudinaire, venette, vétille-vétiller-vétilleux-vétillard, vit, y ».

## Accueil critique
La journaliste Alexie Lorca déclare sur le site du magazine L'Express: « On n'en attendait pas moins de Bernard Pivot ! » et le présente comme un défenseur de la langue française en reconnaissant le niveau culturel de la recherche du président de l'académie Goncourt. La journaliste précise qu'il s'agit d'un « florilège nitescent de mots joyeux, un livre de gourmet ».